# 李偉 (中國足球運動員)
李伟（1975年5月5日—），曾经是中国足球运动员，目前担任中国足球超级联赛球队上海申鑫的守门员教练。

## 球员生涯
李伟出自西安传统足球名校西安一中，一开始是踢前锋或后卫。1991年，他代表西安青年队参加友谊赛，由于队中几名门将先后受伤，身材高大的李伟改踢门将，表现出色，之后正式改踢门将。1994年，李伟所在的西安体工大队面临解散，他前往上海申花和佛山佛斯弟试训。由于上海申花主教练徐根宝要求他重新改踢中锋，最后选择加盟甲B球队佛山佛斯弟。
1995年，李伟在佛山佛斯弟开始职业足球生涯。1996年，他在佛山佛斯弟0比4不敌上海豫园的比赛首发出场，上演职业生涯首秀。1998年，佛山佛斯弟被转卖给厦门远华后，李伟跟随球队加盟厦门队。他成为厦门队的主力守门员并在2000年被博拉·米卢蒂诺维奇招入中国国家队，他在3月15日中国0比2不敌南斯拉夫的下半场第15分钟替补江津出场，首次代表国家队出场。7月，他在中国国家队和水晶宫的友谊赛首发出场。
2004年，李伟在联赛中途突然被球队主教练高洪波剥夺球队主力门将的位置，从此没有获得为球队出场的机会。2005年，厦门蓝狮用李伟加50万元的身价和广州日之泉交换守门员韩锋。他在2005赛季表现出色，是球队的绝对主力。但在2006赛季却丢失主力位置，并在赛季结束后被广州队挂牌。2008年2月，中甲球队安徽九方宣布和李伟签约。

## 教练生涯
2008赛季结束后，李伟宣布退役并留在安徽九方俱乐部担任守门员教练。
2010年8月29日，李伟出任中国女足的守门员教练。
2015年，李伟成为中国足球超级联赛球队上海申鑫的守门员教练。